# René Louis de Voyer de Paulmy d'Argenson

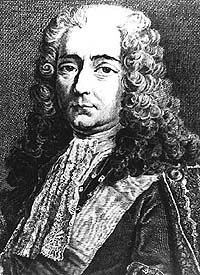
René Louis de Voyer de Paulmy d' Argenson.

René Louis de Voyer de Paulmy d'Argenson, född 18 oktober 1694, död 10 januari 1757, var en fransk politiker och författare, son till Marc-René de Voyer de Paulmy d'Argenson den äldre och far till Marc Antoine René de Voyer de Paulmy d'Argenson.

## Biografi
D'Argenson var under ungdomsåren vän till Voltaire och ivrig medlem i Club de l'entresol, där oppositionen mot enväldet samlades för diskuterande av dagens frågor. År 1744 blev d'Argenson utrikesminister och sökte nu genomföra ett politiskt system, enligt vilket Frankrike skulle frångå sina erövringsplaner men trygga sitt politiska inflytande genom att omge sig med ett klientel av mindre stater. Han störtades dock redan 1747 på grund av spanska intriger. D'Argenson ägande sig härefter huvudsakligen åt filosofiska och politisk-historiska studier. År 1764 trycktes i Amsterdam hans Considérations sur le gouvernement acien et présent del France, men arbetet hade redan omkring 1740 spridits i avskrifter. D'Argenson visar sig här som en klarsynt och kritisk bedömare av det franska enväldet. I sin uppfattning om näringspolitiska frågor förebådar han ekonomisterna. Bland hans övriga skrifter märks Essais, ou loisirs d'un ministre d'état (2 band, 1787) och hans värdefulla Journal et mémoires.